# Squadra tunisina di Coppa Davis
La squadra tunisina di Coppa Davis rappresenta la Tunisia nella Coppa Davis, ed è posta sotto l'egida della Fédération Tunisienne de Tennis.
La squadra debuttò nella competizione nel 1982, e non ha mai fatto parte del Gruppo Mondiale. Attualmente milita nel Gruppo III.

## Organico 2019
Vengono di seguito illustrati i convocati per ogni singolo turno della Coppa Davis 2019. A sinistra dei nomi la nazione affrontata e il risultato finale. Fra parentesi accanto ai nomi, il ranking del giocatore nel momento della disputa degli incontri (la "d" indica che il ranking corrisponde alla specialità del doppio).
| Gruppo III - Round Robin | Gruppo III - Round Robin                                                      |
| Mozambico (3-0)          | Malek Jaziri (111) Skander Mansouri (342) Aziz Dougaz (463) Aziz Ouakaa (941) |
| ------------------------ | ----------------------------------------------------------------------------- |

| Gruppo III - Round Robin | Gruppo III - Round Robin                                                      |
| Nigeria (3-0)            | Malek Jaziri (111) Skander Mansouri (342) Aziz Dougaz (463) Aziz Ouakaa (941) |
| ------------------------ | ----------------------------------------------------------------------------- |

| Gruppo III - Round Robin | Gruppo III - Round Robin                                                      |
| Namibia (3-0)            | Malek Jaziri (111) Skander Mansouri (342) Aziz Dougaz (463) Aziz Ouakaa (941) |
| ------------------------ | ----------------------------------------------------------------------------- |

| Gruppo III - Playoff 1º-4º posto | Gruppo III - Playoff 1º-4º posto                                              |
| Madagascar (2-0)                 | Malek Jaziri (111) Skander Mansouri (342) Aziz Dougaz (463) Aziz Ouakaa (941) |
| -------------------------------- | ----------------------------------------------------------------------------- |

## Risultati
= Incontro del Gruppo Mondiale

### 2010-2019
| Anno | Turno                           | Data          | Sede            | Avversario           | Punteggio     | Esito         |
| ---- | ------------------------------- | ------------- | --------------- | -------------------- | ------------- | ------------- |
| 2010 | Gruppo III, Round Robin         | 5 maggio      | Marrakech (MAR) | Benin                | 3–0           | Vittoria      |
| 2010 | Gruppo III, Round Robin         | 6 maggio      | Marrakech (MAR) | Ghana                | 3-0           | Vittoria      |
| 2010 | Gruppo III, Round Robin         | 7 maggio      | Marrakech (MAR) | Cambogia             | 3-0           | Vittoria      |
| 2010 | Gruppo III, Playoff 1º-4º posto | 8 maggio      | Marrakech (MAR) | Algeria              | 2-0           | Vittoria      |
| 2011 | Gruppo II, 1º turno             | 4-6 marzo     | Bolton (GBR)    | Regno Unito          | 1–4           | Sconfitta     |
| 2011 | Gruppo II, Playoff 2º turno     | 8-10 luglio   | Dublino (IRL)   | Irlanda              | 2–3           | Vittoria      |
| 2012 | Gruppo III, Round Robin         | 2 luglio      | Tunisi (TUN)    | Zimbabwe             | 3–0           | Vittoria      |
| 2012 | Gruppo III, Round Robin         | 3 luglio      | Tunisi (TUN)    | Namibia              | 3-0           | Vittoria      |
| 2012 | Gruppo III, Round Robin         | 4 luglio      | Tunisi (TUN)    | Ghana                | 3-0           | Vittoria      |
| 2012 | Gruppo III, Playoff 1º-4º posto | 5 luglio      | Tunisi (TUN)    | Costa d'Avorio       | 2-0           | Vittoria      |
| 2013 | Gruppo II, 1º turno             | 1-3 febbraio  | Tunisi (TUN)    | Lettonia             | 0–3           | Sconfitta     |
| 2013 | Gruppo II, Playoff 1º turno     | 5-7 aprile    | Tunisi (TUN)    | Bielorussia          | 2-3           | Sconfitta     |
| 2014 | Non Partecipa                   | Non Partecipa | Non Partecipa   | Non Partecipa        | Non Partecipa | Non Partecipa |
| 2015 | Gruppo III, Round Robin         | 26 ottobre    | Il Cairo (EGY)  | Algeria              | 3–0           | Vittoria      |
| 2015 | Gruppo III, Round Robin         | 27 ottobre    | Il Cairo (EGY)  | Namibia              | 3-0           | Vittoria      |
| 2015 | Gruppo III, Round Robin         | 28 ottobre    | Il Cairo (EGY)  | Ghana                | 3-0           | Vittoria      |
| 2015 | Gruppo III, Playoff 1º-4º posto | 29 ottobre    | Il Cairo (EGY)  | Benin                | 2-0           | Vittoria      |
| 2016 | Gruppo II, 1º turno             | 4-6 marzo     | Zenica (BIH)    | Bosnia ed Erzegovina | 1–3           | Sconfitta     |
| 2016 | Gruppo II, Playoff 1º turno     | 15-17 luglio  | Tunisi (TUN)    | Bulgaria             | 3-2           | Vittoria      |
| 2017 | Gruppo II, 1º turno             | 2-5 febbraio  | Tunisi (TUN)    | Svezia               | 2–3           | Sconfitta     |
| 2017 | Gruppo II, Playoff 1º turno     | 15-17 luglio  | Nicosia (CYP)   | Cipro                | 4-1           | Vittoria      |
| 2018 | Gruppo II, 1º turno             | 3-4 febbraio  | Tallinn (EST)   | Estonia              | 2–3           | Sconfitta     |
| 2018 | Gruppo II, Playoff 2º turno     | 7-8 aprile    | Tunisi (TUN)    | Finlandia            | 2-3           | Sconfitta     |
| 2019 | Gruppo III, Round Robin         | 11 settembre  | Nairobi (KEN)   | Mozambico            | 3-0           | Vittoria      |
| 2019 | Gruppo III, Round Robin         | 12 settembre  | Nairobi (KEN)   | Nigeria              | 3-0           | Vittoria      |
| 2019 | Gruppo III, Round Robin         | 13 settembre  | Nairobi (KEN)   | Namibia              | 3-0           | Vittoria      |
| 2019 | Gruppo III, Playoff 1º-4º posto | 14 settembre  | Nairobi (KEN)   | Madagascar           | 2-0           | Vittoria      |

## Andamento
La seguente tabella riflette l'andamento della squadra dal 1990 ad oggi. Le colonne grigie indicano che la squadra non ha preso parte alla manifestazione in quegli anni.
| Pos.           | 90 | 91 | 92 | 93 | 94 | 95 | 96 | 97 | 98 | 99 | 00 | 01 | 02 | 03 | 04 | 05 | 06 | 07 | 08 | 09 | 10 | 11 | 12 | 13 | 14 | 15 | 16 | 17 | 18 | 19 |
| -------------- | -- | -- | -- | -- | -- | -- | -- | -- | -- | -- | -- | -- | -- | -- | -- | -- | -- | -- | -- | -- | -- | -- | -- | -- | -- | -- | -- | -- | -- | -- |
| Campione       |    |    |    |    |    |    |    |    |    |    |    |    |    |    |    |    |    |    |    |    |    |    |    |    |    |    |    |    |    |    |
| Finalista      |    |    |    |    |    |    |    |    |    |    |    |    |    |    |    |    |    |    |    |    |    |    |    |    |    |    |    |    |    |    |
| SF             |    |    |    |    |    |    |    |    |    |    |    |    |    |    |    |    |    |    |    |    |    |    |    |    |    |    |    |    |    |    |
| QF             |    |    |    |    |    |    |    |    |    |    |    |    |    |    |    |    |    |    |    |    |    |    |    |    |    |    |    |    |    |    |
| OF             |    |    |    |    |    |    |    |    |    |    |    |    |    |    |    |    |    |    |    |    |    |    |    |    |    |    |    |    |    |    |
| Qualificazioni | x  | x  | x  | x  | x  | x  | x  | x  | x  | x  | x  | x  | x  | x  | x  | x  | x  | x  | x  | x  | x  | x  | x  | x  | x  | x  | x  | x  | x  |    |
| Gruppo I       |    |    |    |    |    |    |    |    |    |    |    |    |    |    |    |    |    |    |    |    |    |    |    |    |    |    |    |    |    |    |
| Gruppo II      |    |    |    |    |    |    |    |    |    |    |    |    |    |    |    |    |    |    |    |    |    |    |    |    |    |    |    |    |    |    |
| Gruppo III     | x  | x  |    |    |    |    |    |    |    |    |    |    |    |    |    |    |    |    |    |    |    |    |    |    |    |    |    |    |    |    |
| Gruppo IV      | x  | x  | x  | x  | x  | x  | x  |    |    |    |    |    |    | x  |    |    |    |    |    |    | x  | x  | x  | x  | x  | x  | x  | x  | x  |    |

Legenda
- Campione: La squadra ha conquistato la Coppa Davis.
- Finalista: La squadra ha disputato e perso la finale.
- SF: La squadra è stata sconfitta in semifinale.
- QF: La squadra è stata sconfitta nei quarti di finale.
- OF: La squadra è stata sconfitta negli ottavi di finale (1º turno). Dal 2019 sostituito dal Round Robin.
- Qualificazioni: La squadra è stata sconfitta al turno di qualificazione. Istituito nel 2019.
- Gruppo I: La squadra ha partecipato al Gruppo I della propria zona di appartenenza.
- Gruppo II: La squadra ha partecipato al Gruppo II della propria zona di appartenenza.
- Gruppo III: La squadra ha partecipato al Gruppo III della propria zona di appartenenza.
- Gruppo IV: La squadra ha partecipato al Gruppo IV della propria zona di appartenenza.
- x: Ove presente, la x indica che in quel determinato anno, il Gruppo in questione non è esistito nella zona geografica di appartenenza della squadra.